# Omanska sova
Omanska sova (znanstveno ime Strix butleri) je sova iz rodu Strix, ki jo najdemo v grmičevju in skalnatih območjih Omana, Irana in Združenih arabskih emiratov.  Odkrili so ga leta 2013.
Po odkritju značilne omanske sove so sovo podobnega videza prerazvrstili iz Humove sove (Strix butleri) v puščavsko sovo (Strix hadorami).

## Prvotno odkritje
Holotip Strix butleri je zbral angleški ornitolog polkovnik Edward Arthur Butler. Butler je holotip poslal Allanu Octavianu Humeu, ki ga je opisal leta 1878 in se spomnil Butlerja z njegovim znanstvenim imenom. Hume je bil obeležen v splošnem imenu vrste pred taksonomsko revizijo leta 2015. V naslednjem stoletju so podobne sove, ki so jih videli, slišali in zbirali na Bližnjem vzhodu, domnevali, da pripadajo isti vrsti, vendar se je leta 2015 izkazalo, da to ni pravilno.

## Ponovno odkritje in taksonomska revizija
Leta 2013 so Robb in ostali odkrili doslej neznano populacijo sove Strix v Omanu, ki se morfološko in glasovno razlikuje od razširjene vrste sove na Bližnjem vzhodu, takrat znane kot Humova sova Strix butleri. To sovo so opisali kot novo vrsto in ji dali binom Strix omanensis in domače ime omanska sova. Opisan je bil le s fotografijami in zvočnimi posnetki, brez fizičnega ali genetskega vzorca.
Leta 2015 je analiza holotipa Strix butleri pokazala, da se precej razlikuje od drugih osebkov z vsega Bližnjega vzhoda, za katere se domneva, da pripadajo isti vrsti in da je bolj podobna omanski sovi; avtorji so ugotovili, da je Strix omanensis najverjetneje sinonim za Strix butleri in so bolj razširjeno vrsto preimenovali v Strix hadorami ter ji dali novo domače ime puščavska sova.

## Stanje ohranjenosti
IUCN navaja Strix omanensis (zdaj velja za sinonim za Strix butleri) kot pomanjkljive podatke. (Vrednotenje IUCN za Strix butleri je bilo pred taksonomskimi spremembami, zato se zdaj bolj pravilno nanaša na puščavsko sovo, Strix hadorami.)

## Opis
Omanska sova ima dvobarven bledo in temno siv obraz z oranžnimi očmi, temno sivkasto rjavim zgornjim delom, bledim spodnjim delom z dolgimi, ozkimi navpičnimi temnimi črtami, razmeroma dolgimi nogami, trakastimi peruti in trakastim repom.

## Habitat
Omansko sovo so opazili v visokih skalnatih pečinah, ne pa tudi ob bližnjih vodah.